# 崎山比早子
崎山 比早子（さきやま ひさこ）元放射線医学総合研究所主任研究官、医学博士、高木学校所属

## 経歴
1965年千葉大学医学部卒業、1974年千葉大学大学院医学研究科修了。医学博士。マサチューセッツ工科大学研究員、放射線医学総合研究所主任研究官を経て、1999年から高木学校のメンバーとなる。高木学校は、プルトニウムの危険性を訴え続けた物理学者の高木仁三郎が、市民の立場から問題に取り組む市民科学者を育成するために1998年に創設した団体。
東京電力福島原子力発電所事故調査委員会 委員

## 著作・論文
- 「低線量放射線の影響は過小評価されて来たのではないか　低線量放射線でできた二重鎖DNA 切断は修復されない？」、原子力資料情報室通信　354号 (2003)
- 「放射能セシウム汚染とこどもの被曝」『科学』2011年7月号,岩波書店
- エントロピー学会編 広瀬隆・井野博満・後藤政志・黒田光太郎・崎山比早子・福本敬夫・山田國廣・菅井益郎・室田武・三輪大介 著『原発廃炉に向けて: 福島原発同時多発事故の原因と影響を総合的に考える』日本評論社 2011年8月 ISBN 978-4535586000